# Šikulja
Šikulja je brdo u Bosni. 

## Zemljopisni položaj
Nalazi se sjeveroistočno od Kiseljaka i jugozapadno od Visokog. Prostire se u općinama Kiseljaku i Visokom. Zatvara Kiseljačku kotlinu. Južno protječe Fojnička rijeka.
Bio je bio važna strateška točka u doba muslimanske agresije na Hrvate Srednje Bosne i mjesto brojnih borbenih djelovanja. 
Kao i svi brdski dijelovi općine Kiseljaka, prekriven je šumom različite kvalitete, od šikara, šumskog rastinja do kvalitetnog drva. U uvjetima nebrige i suša može predstavljati opasnost za izbijanje požara. 2000-ih je na ovom brdu bila neplanska sječa drva.